# Leichtathletik-Europameisterschaften 2012/400 m der Frauen

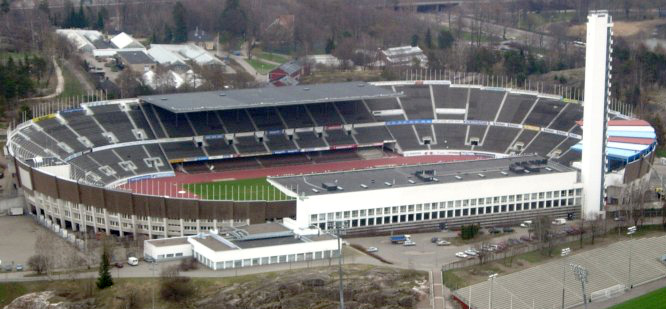
Das Olympiastadion Olympiastadion Helsinki im Jahr 2005

Der 400-Meter-Lauf der Frauen bei den Leichtathletik-Europameisterschaften 2012 wurde vom 27. bis 29. Juni 2012 im Olympiastadion der finnischen Hauptstadt Helsinki ausgetragen.
Europameisterin wurde die Schwedin Moa Hjelmer. Auf den zweiten Platz kam die Russin Xenija Sadorina. Die Belarussin Olha Semljak errang die Bronzemedaille.

## Rekorde

### Bestehende Rekorde
| Weltrekord           | 47,60 s | Marita Koch | Canberra, Australien   | 6. Oktober 1985   |
| Europarekord         | 47,60 s | Marita Koch | Canberra, Australien   | 6. Oktober 1985   |
| Meisterschaftsrekord | 48,16 s | Marita Koch | EM Athen, Griechenland | 8. September 1982 |

Der bereits seit 1982 bestehende EM-Rekord geriet auch bei diesen Europameisterschaften nicht in Gefahr. Die schnellste Zeit erzielte die schwedische Europameisterin Moa Hjelmer im Finale mit 51,13 s, womit sie 2,97 s über dem Rekord blieb. Zum Welt- und Europarekord fehlten ihr 3,53 s.

### Rekordverbesserungen
Es wurden zwei neue Landesrekorde aufgestellt:
- 51,48 s – Moa Hjelmer (Schweden), erstes Halbfinale am 28. Juni
- 51,13 s – Moa Hjelmer (Schweden), Finale am 29. Juni

## Doping
In diesem Wettbewerb gab es zwei Dopingfälle durch türkische Läuferinnen:
- Pınar Saka, die sich zunächst für das Halbfinale qualifiziert hatte und dort ausgeschieden war, wurde 2013 wegen Auffälligkeiten in ihrem Biologischen Pass für drei Jahre bis zum 23. Mai 2015 gesperrt. Alle ihre Ergebnisse vom 18. Juni 2012 an wurden rückwirkend annulliert.
- Meliz Redif, die schon im Vorlauf ausgeschieden war, wurde wegen Auffälligkeiten in ihrem Biologischen Pass für drei Jahre gesperrt – 31. März 2015 bis 30. März 2018. Alle ihre Ergebnisse von 2009 bis 2013 wurden rückwirkend annulliert.[2]

Leidtragende war die Rumänin Sanda Belgyan. Sie wäre über ihre Zeit im Halbfinale startberechtigt gewesen, konnte dort jedoch nicht teilnehmen.

## Legende
Kurze Übersicht zur Bedeutung der Symbolik – so üblicherweise auch in sonstigen Veröffentlichungen verwendet:
| NR  | Nationaler Rekord                     |
| DSQ | disqualifiziert                       |
| DOP | wegen Dopingvergehens disqualifiziert |
| IWR | Internationale Wettkampfregeln        |
| TR  | Technische Regeln                     |

## Vorrunde
Die Vorrunde wurde in vier Läufen durchgeführt. Die ersten drei Athletinnen pro Lauf – hellblau unterlegt – sowie die darüber hinaus vier zeitschnellsten Läuferinnen – hellgrün unterlegt – qualifizierten sich für das Halbfinale.

### Vorlauf 1

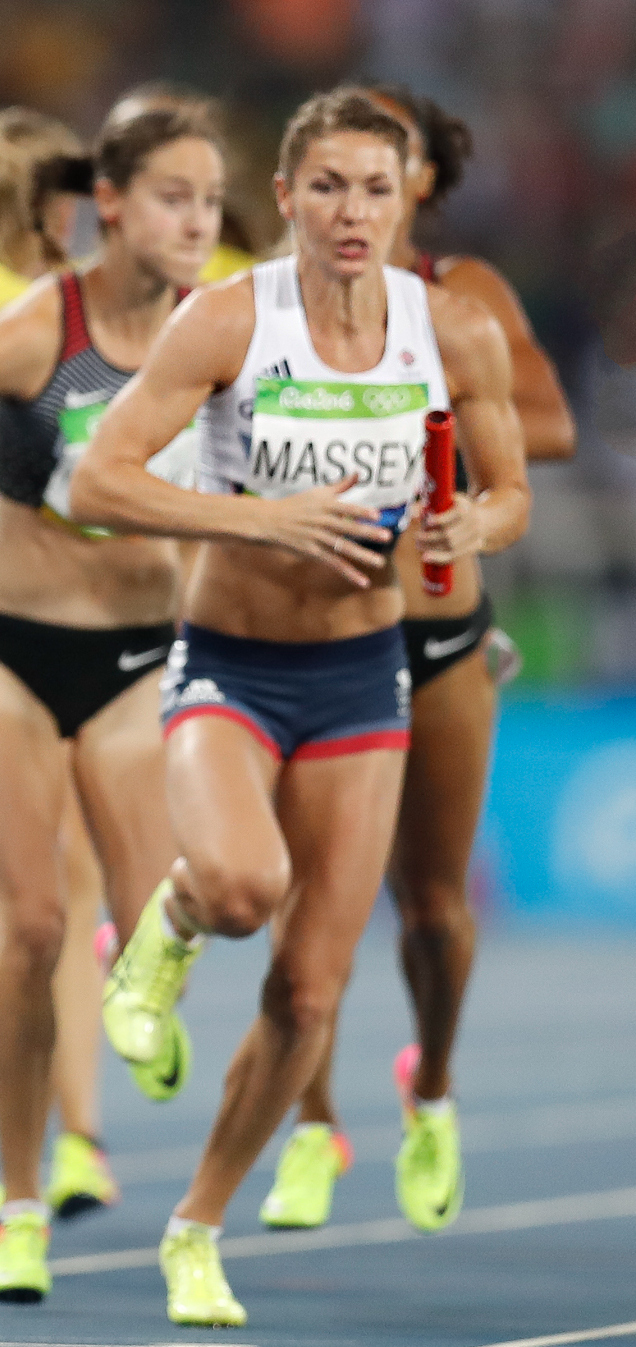
Kelly Massey – ausgeschieden als Sechste ihres Vorlaufs

27. Juni 2012, 17:50 Uhr
| Platz | Name                 | Nation         | Zeit (s) |
| ----- | -------------------- | -------------- | -------- |
| 1     | Xenija Sadorina      | Russland       | 52,18    |
| 2     | Moa Hjelmer          | Schweden       | 52,33    |
| 3     | Daryna Prystupa      | Ukraine        | 53,16    |
| 4     | Aauri Bokesa         | Spanien        | 53,23    |
| 5     | Magdalena Gorzkowska | Polen          | 53,74    |
| 6     | Kelly Massey         | Großbritannien | 54,44    |
| 7     | Anita Banović        | Kroatien       | 55,50    |
| 8     | Birsen Engin         | Türkei         | 55,82    |

### Vorlauf 2

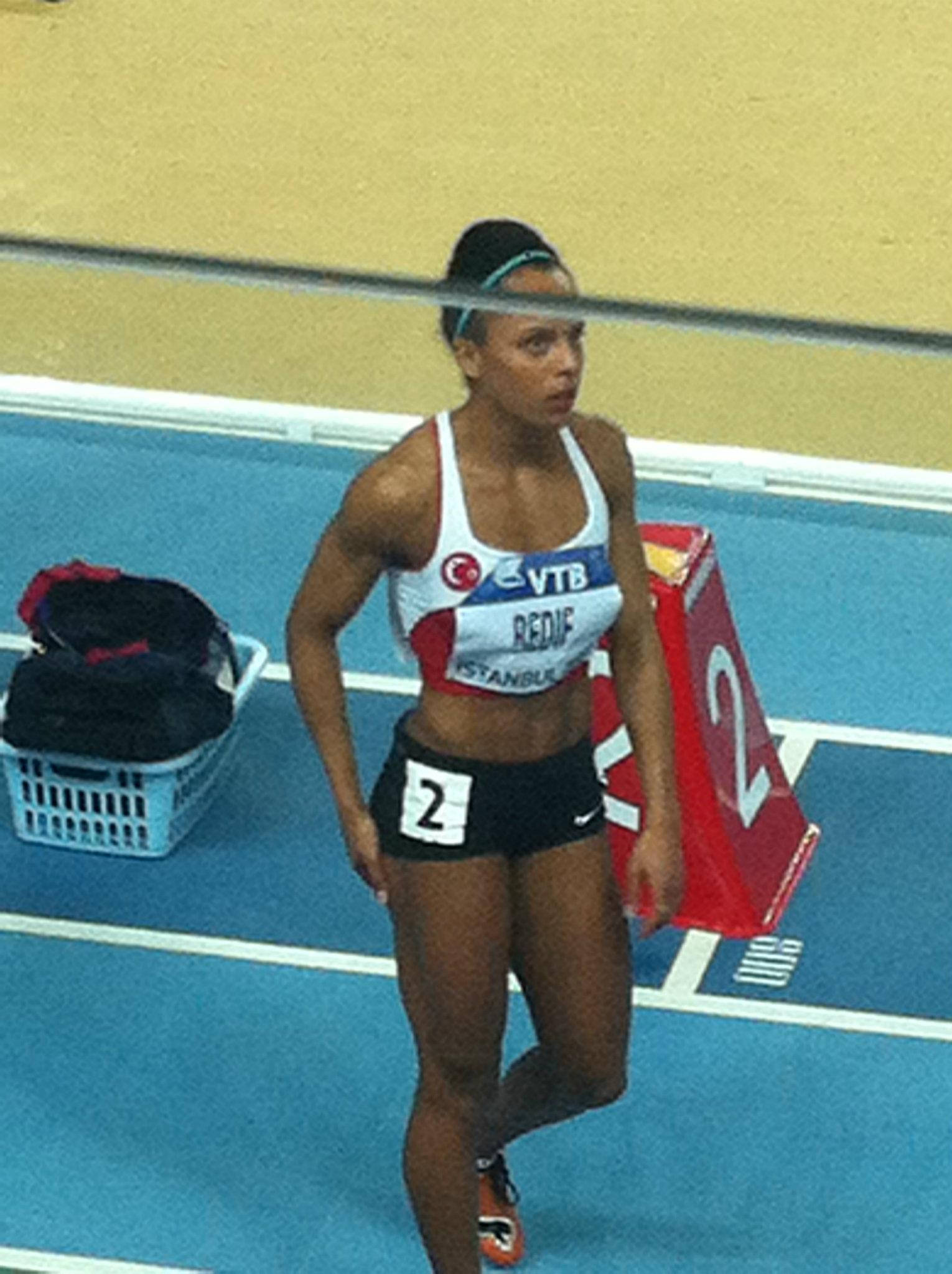
Meliz Redif – Rang sechs und nachträglich wegen Dopingmissbrauchs disqualifiziert

27. Juni 2012, 17:58 Uhr
| Platz | Name            | Nation      | Zeit (s) | Anmerkung                                  |
| ----- | --------------- | ----------- | -------- | ------------------------------------------ |
| 1     | Olha Semljak    | Ukraine     | 52,48    |                                            |
| 2     | Esther Cremer   | Deutschland | 52,76    |                                            |
| 3     | Agnė Šerkšnienė | Litauen     | 52,89    |                                            |
| 4     | Libania Grenot  | Italien     | 53,09    |                                            |
| 5     | Agata Bednarek  | Polen       | 53,22    |                                            |
| 6     | Sanda Belgyan   | Rumänien    | 53,32    | eigentlich für das Halbfinale qualifiziert |
| DOP   | Meliz Redif     | Türkei      | 53,99    |                                            |

### Vorlauf 3

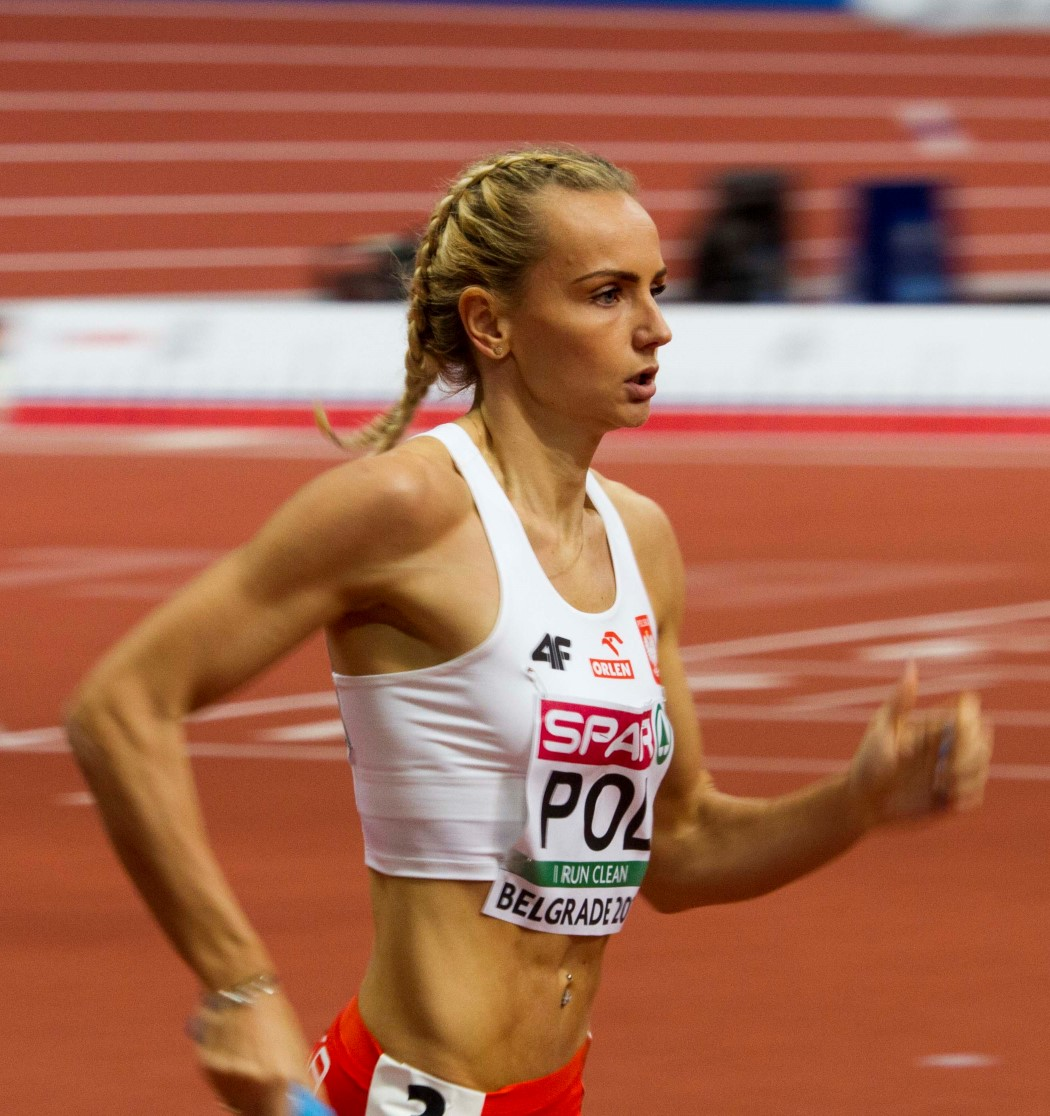
Justyna Święty erreichte nach Platz fünf im dritten Vorlauf nicht das Finale
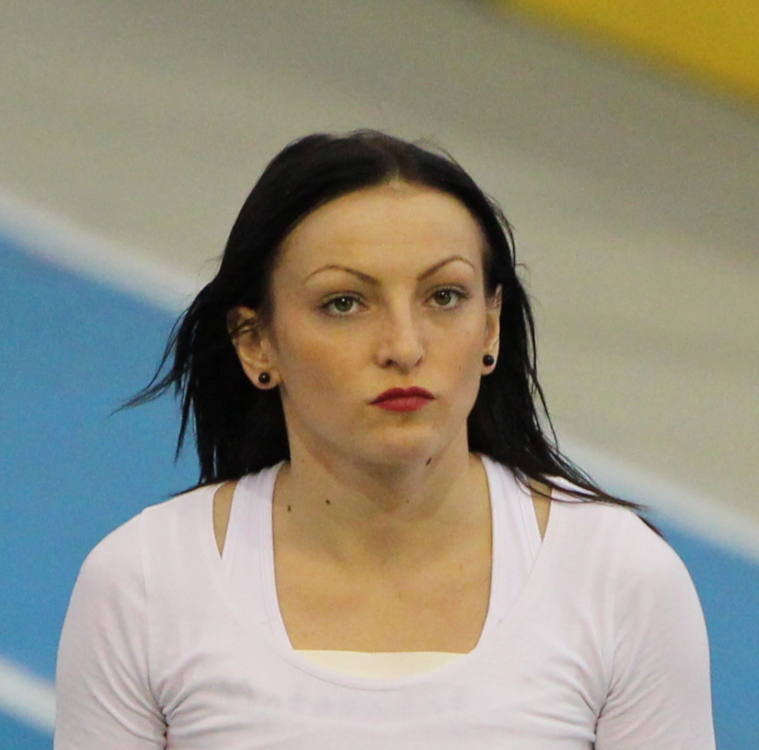
Rang sechs in ihrem Vorlauf war zu wenig für Adelina Pastor, um im Finale dabei zu sein
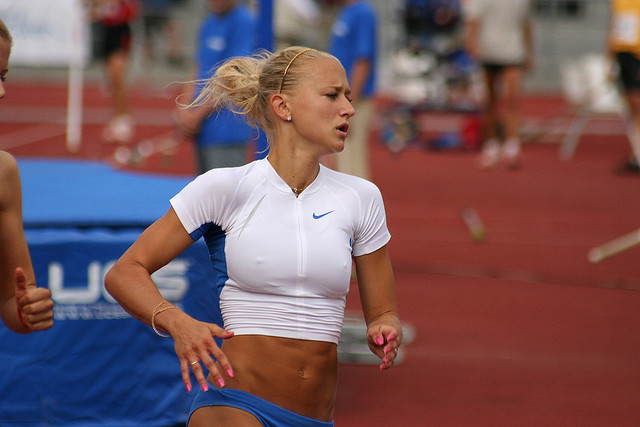
Maris Mägi wurde in ihrem Vorlauf wegen Bahnübertretung disqualifiziert

27. Juni 2012, 18:06 Uhr
| Platz | Name                | Nation         | Zeit (s) | Anmerkung                          |
| ----- | ------------------- | -------------- | -------- | ---------------------------------- |
| 1     | Marie Gayot         | Frankreich     | 52,46    |                                    |
| 2     | Lee McConnell       | Großbritannien | 52,58    |                                    |
| 3     | Maria Enrica Spacca | Italien        | 53,26    |                                    |
| 4     | Olesea Cojuhari     | Moldau         | 53,52    |                                    |
| 5     | Justyna Święty      | Polen          | 53,68    |                                    |
| 6     | Adelina Pastor      | Rumänien       | 54,34    |                                    |
| DSQ   | Maris Mägi          | Estland        |          | IWR 163, TR17.3.1 – Bahnübertreten |
| DOP   | Pınar Saka          | Türkei         | 53,13    | für das Halbfinale zugelassen      |

### Vorlauf 4
27. Juni 2012, 18:14 Uhr
| Platz | Name               | Nation     | Zeit (s)                           |
| ----- | ------------------ | ---------- | ---------------------------------- |
| 1     | Ilona Ussowitsch   | Belarus    | 0051,98                            |
| 2     | Muriel Hurtis      | Frankreich | 0052,11                            |
| 3     | Jitka Bartoničková | Tschechien | 0053,15                            |
| 4     | Chiara Bazzoni     | Italien    | 0053,92                            |
| 5     | Ella Räsänen       | Finnland   | 0054,52                            |
| 6     | Josefin Magnusson  | Schweden   | 0055,01                            |
| DSQ   | Joanne Cuddihy     | Irland     | IWR 163, TR17.3.1 – Bahnübertreten |

## Halbfinale
Aus den beiden Halbfinalläufen qualifizierten sich die jeweils ersten drei Athletinnen – hellblau unterlegt – sowie die darüber hinaus zwei zeitschnellsten Läuferinnen – hellgrün unterlegt – für das Finale.

### Lauf 1

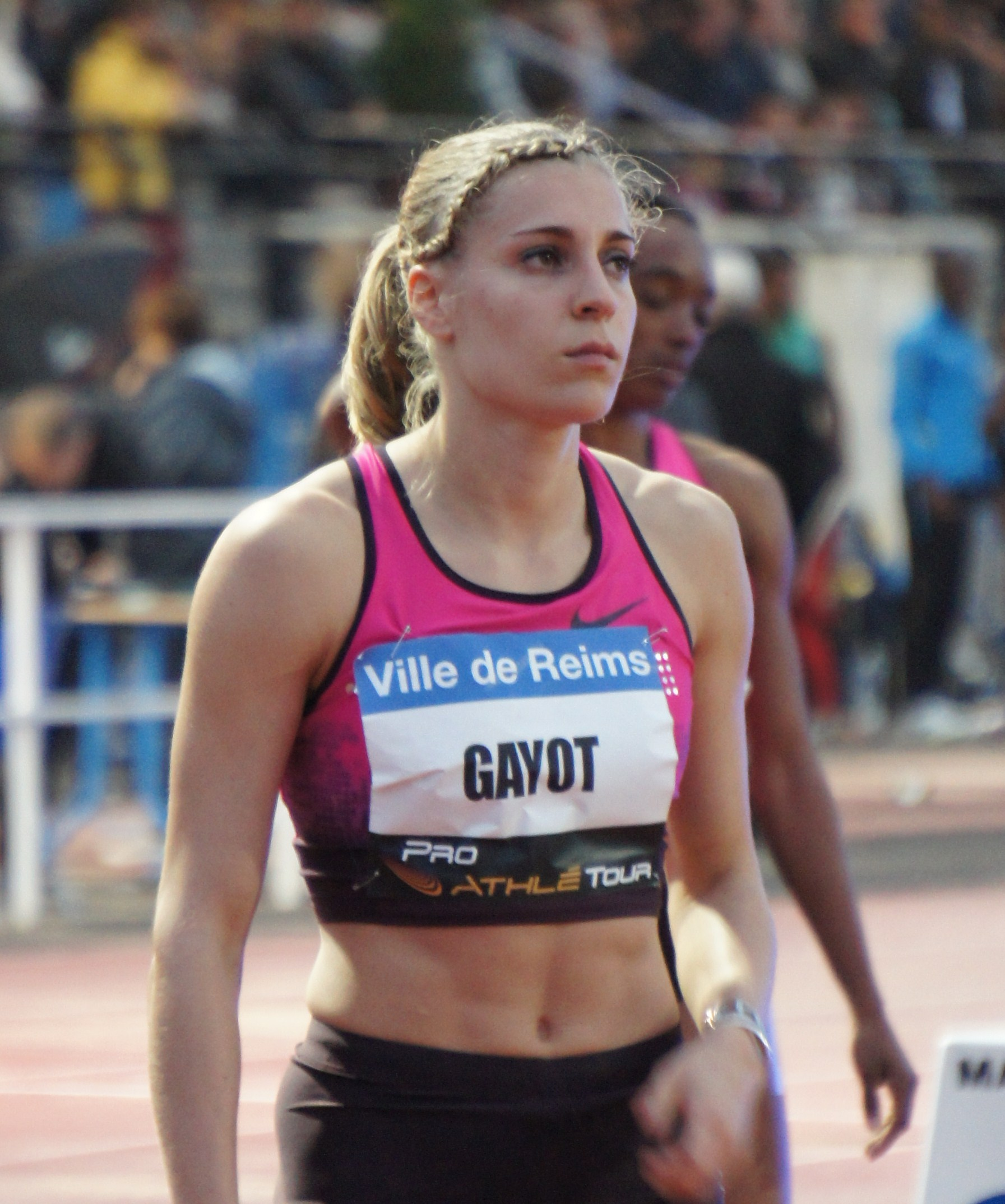
Marie Gayot verfehlte das Finale nur um zwei Hundertstelsekunden
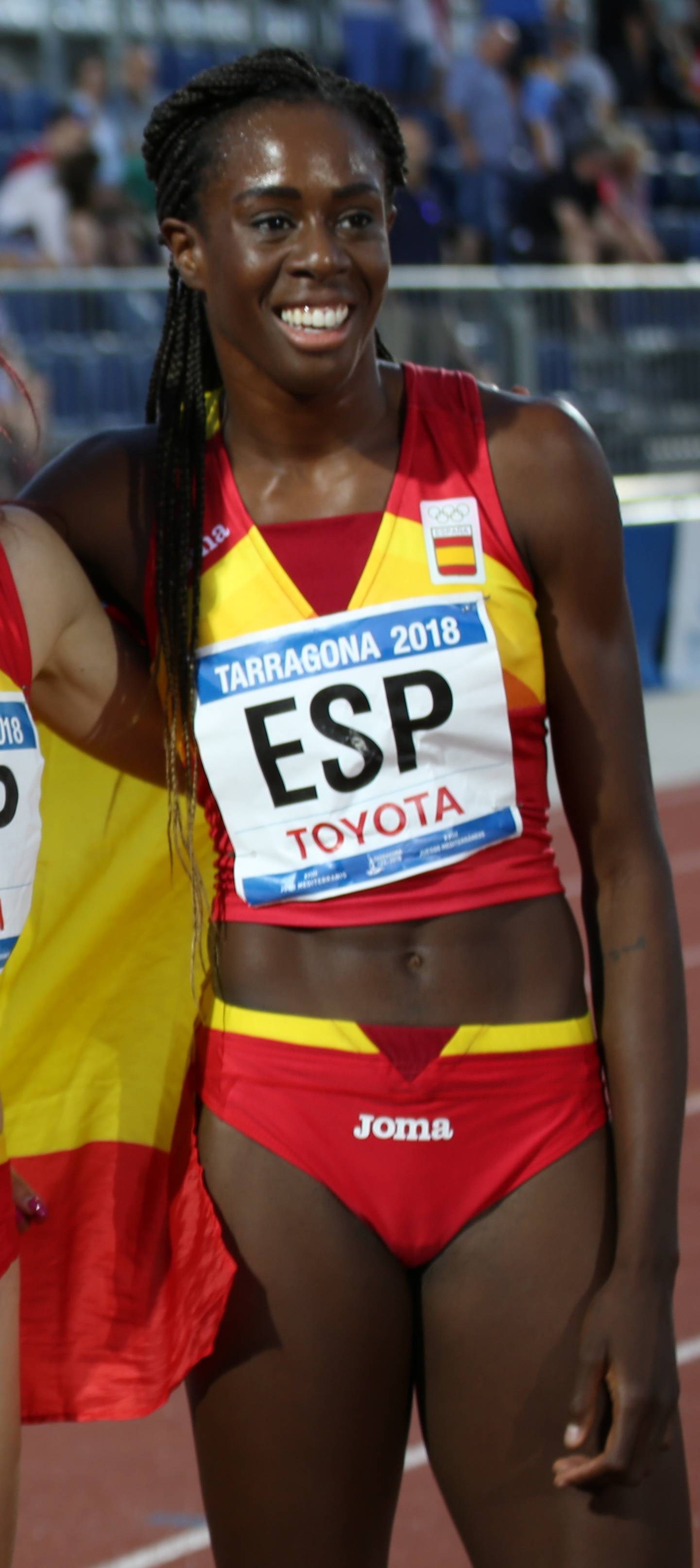
Aauri Bokesa schied als Sechste des ersten Halbfinallaufs aus
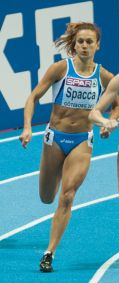
Platz sieben reichte für Maria Enrica Spacca nicht zur Teilnahme am Finale

28. Juni 2012, 17:15 Uhr
| Platz | Name                | Nation         | Zeit (s) |
| ----- | ------------------- | -------------- | -------- |
| 1     | Xenija Sadorina     | Russland       | 51,35    |
| 2     | Moa Hjelmer         | Schweden       | 51,48 NR |
| 3     | Lee McConnell       | Großbritannien | 51,98    |
| 4     | Daryna Prystupa     | Ukraine        | 52,15    |
| 5     | Marie Gayot         | Frankreich     | 52,17    |
| 6     | Aauri Bokesa        | Spanien        | 52,47    |
| 7     | Maria Enrica Spacca | Italien        | 53,02    |
| DOP   | Pınar Saka          | Türkei         | 52,84    |

### Lauf 2

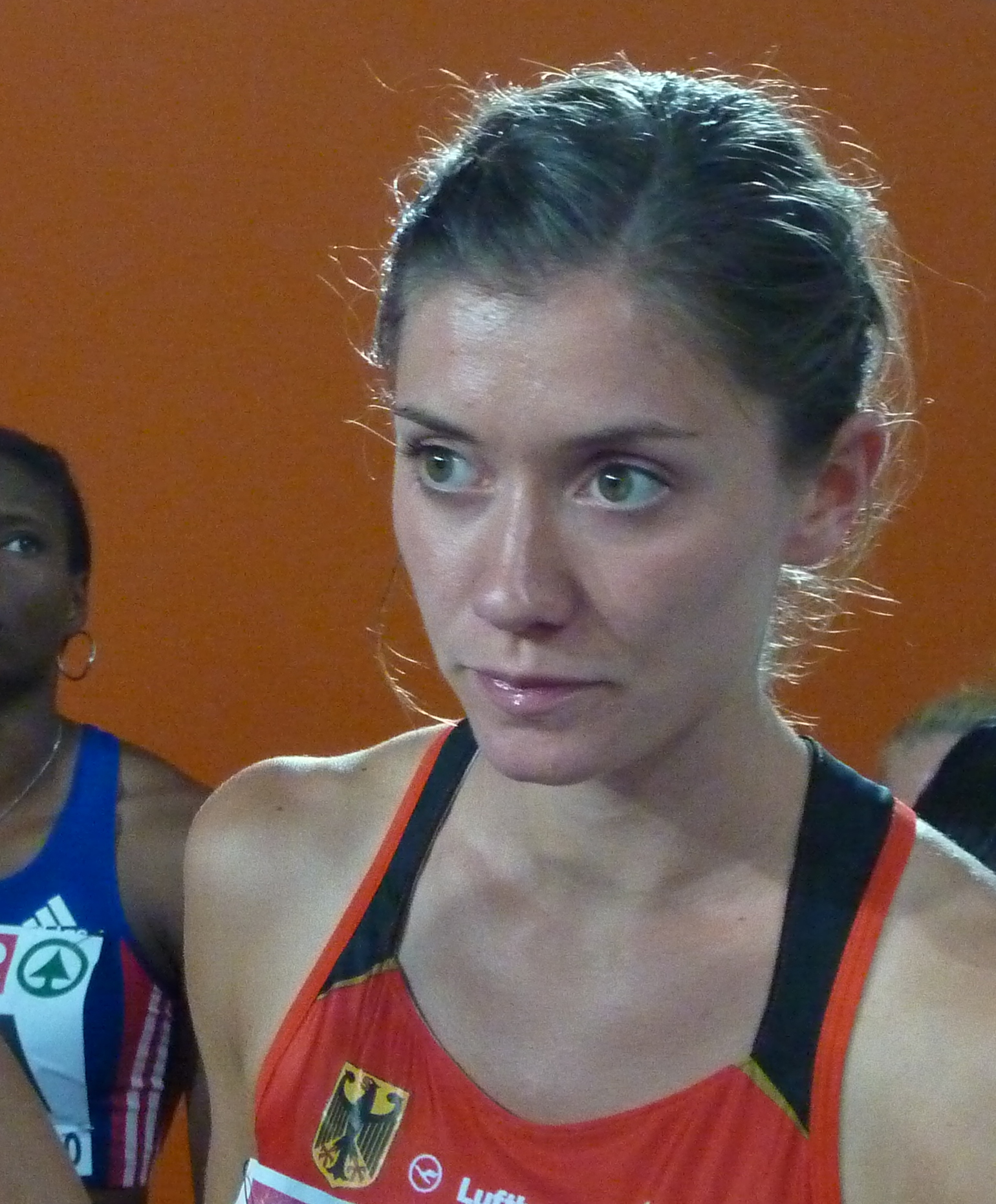
Esther Cremer scheiterte als Fünfte des zweiten Halbfinals knapp
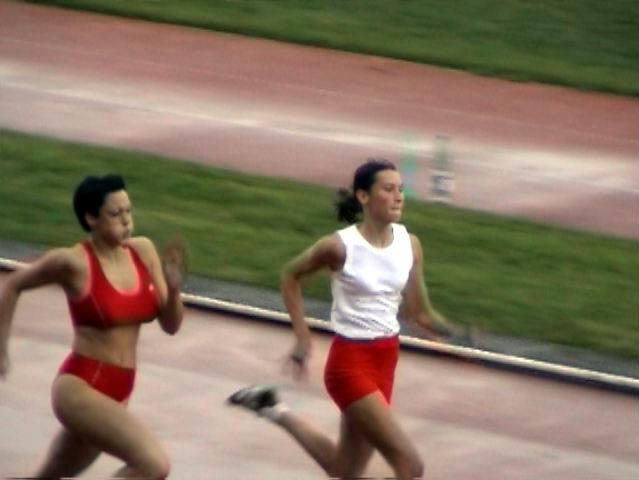
Jitka Bartoničková (rechts) – Rang sechs in ihrem Semifinallauf und damit ausgeschieden

28. Juni 2012, 17:23 Uhr
| Platz | Name               | Nation      | Zeit (s)                    |
| ----- | ------------------ | ----------- | --------------------------- |
| 1     | Libania Grenot     | Italien     | 0052,02                     |
| 2     | Olha Semljak       | Ukraine     | 0052,10                     |
| 3     | Ilona Ussowitsch   | Belarus     | 0052,10                     |
| 4     | Muriel Hurtis      | Frankreich  | 0052,13                     |
| 5     | Esther Cremer      | Deutschland | 0052,77                     |
| 6     | Jitka Bartoničková | Tschechien  | 0052,78                     |
| 7     | Agnė Šerkšnienė    | Litauen     | 0053,07                     |
| DSQ   | Agata Bednarek     | Polen       | IWR 162, TR16.6 – Fehlstart |

## Finale

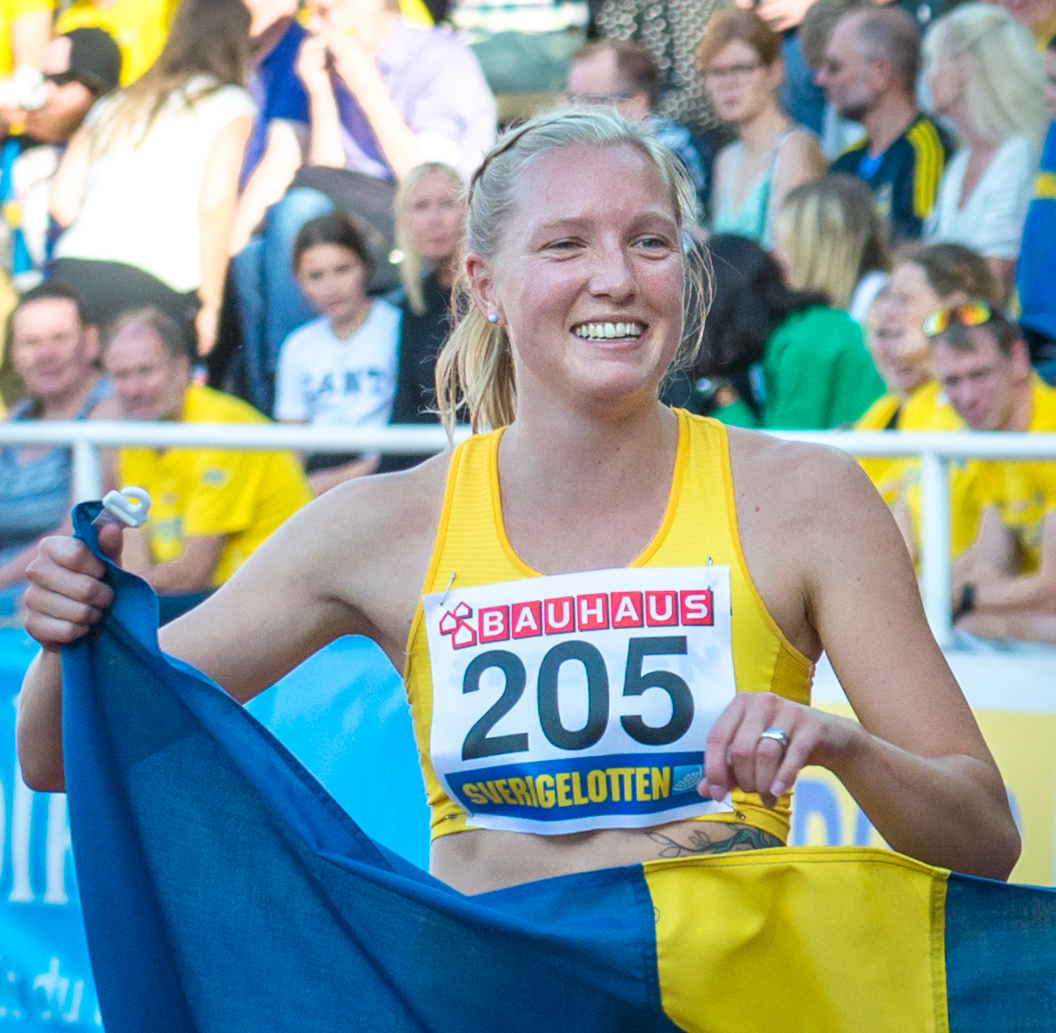
Europameisterin Moa Hjelmer
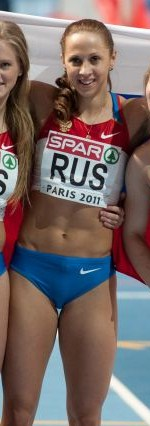
Vizeeuropameisterin Xenija Sadorina
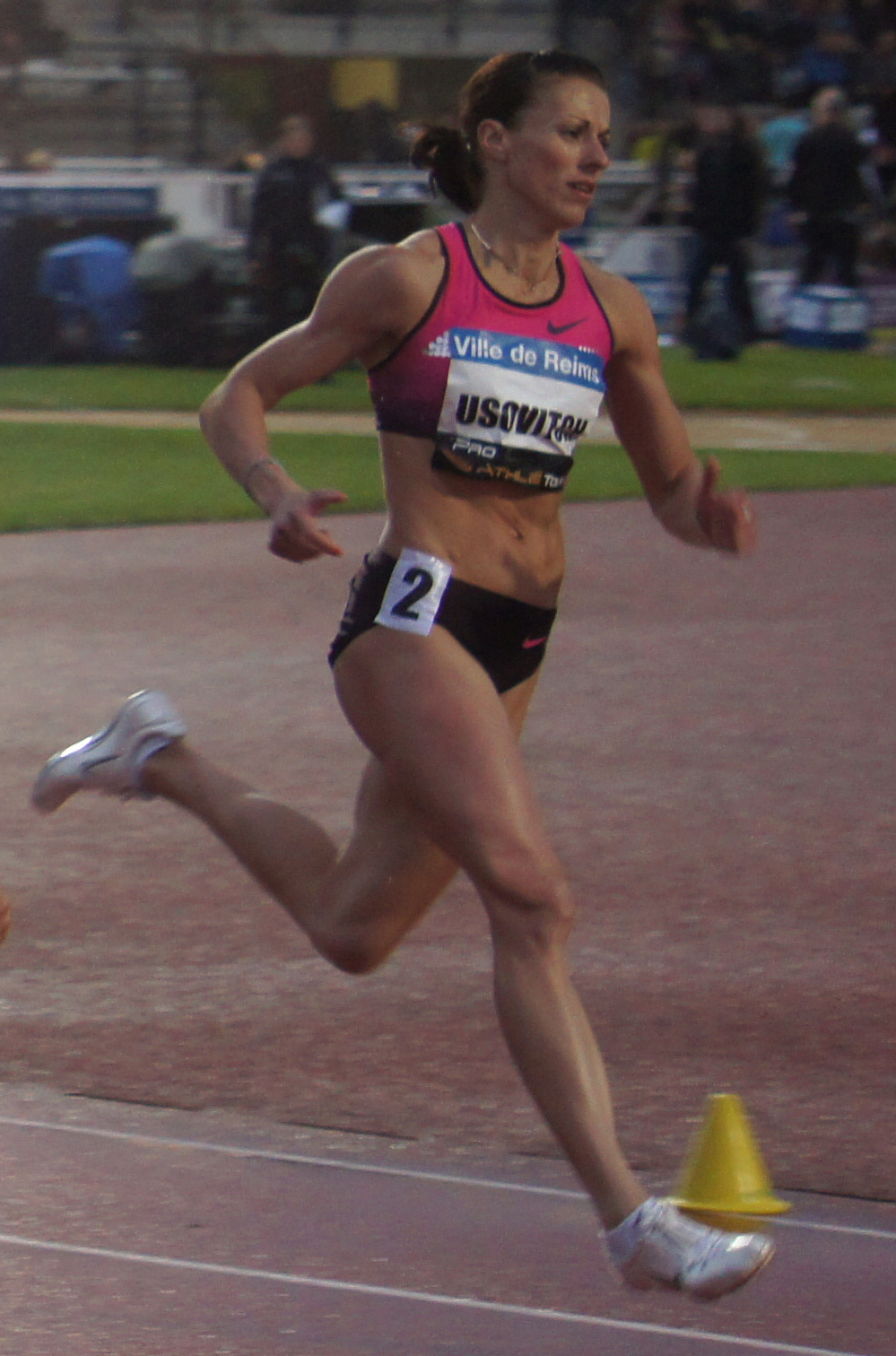
Bronzemedaillengewinnerin Ilona Ussowitsch

29. Juni 2012, 22:25 Uhr
| Platz | Name             | Nation         | Zeit (s) |
| ----- | ---------------- | -------------- | -------- |
| 1     | Moa Hjelmer      | Schweden       | 51,13 NR |
| 2     | Xenija Sadorina  | Russland       | 51,26    |
| 3     | Ilona Ussowitsch | Belarus        | 51,94    |
| 4     | Olha Semljak     | Ukraine        | 52,01    |
| 5     | Lee McConnell    | Großbritannien | 52,20    |
| 6     | Libania Grenot   | Italien        | 52,57    |
| 7     | Daryna Prystupa  | Ukraine        | 53,03    |
| 8     | Muriel Hurtis    | Frankreich     | 54,50    |

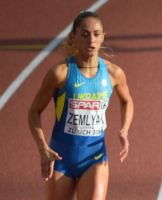
Olha Semljak belegte Rang vier
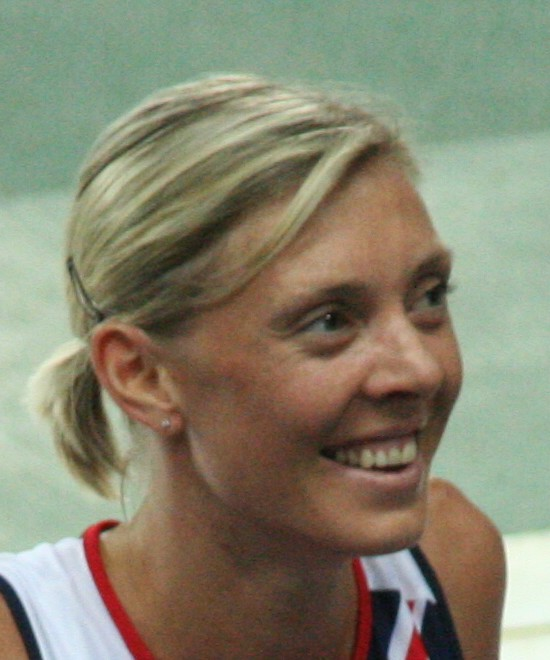
Die fünftplatzierte Lee McConnell
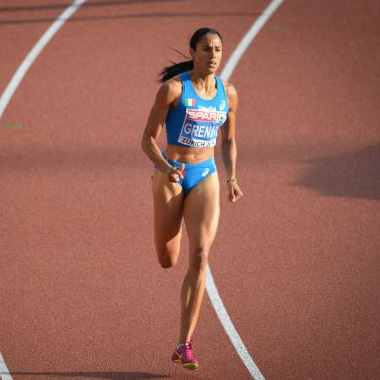
Libania Grenot erreichte den sechsten Platz
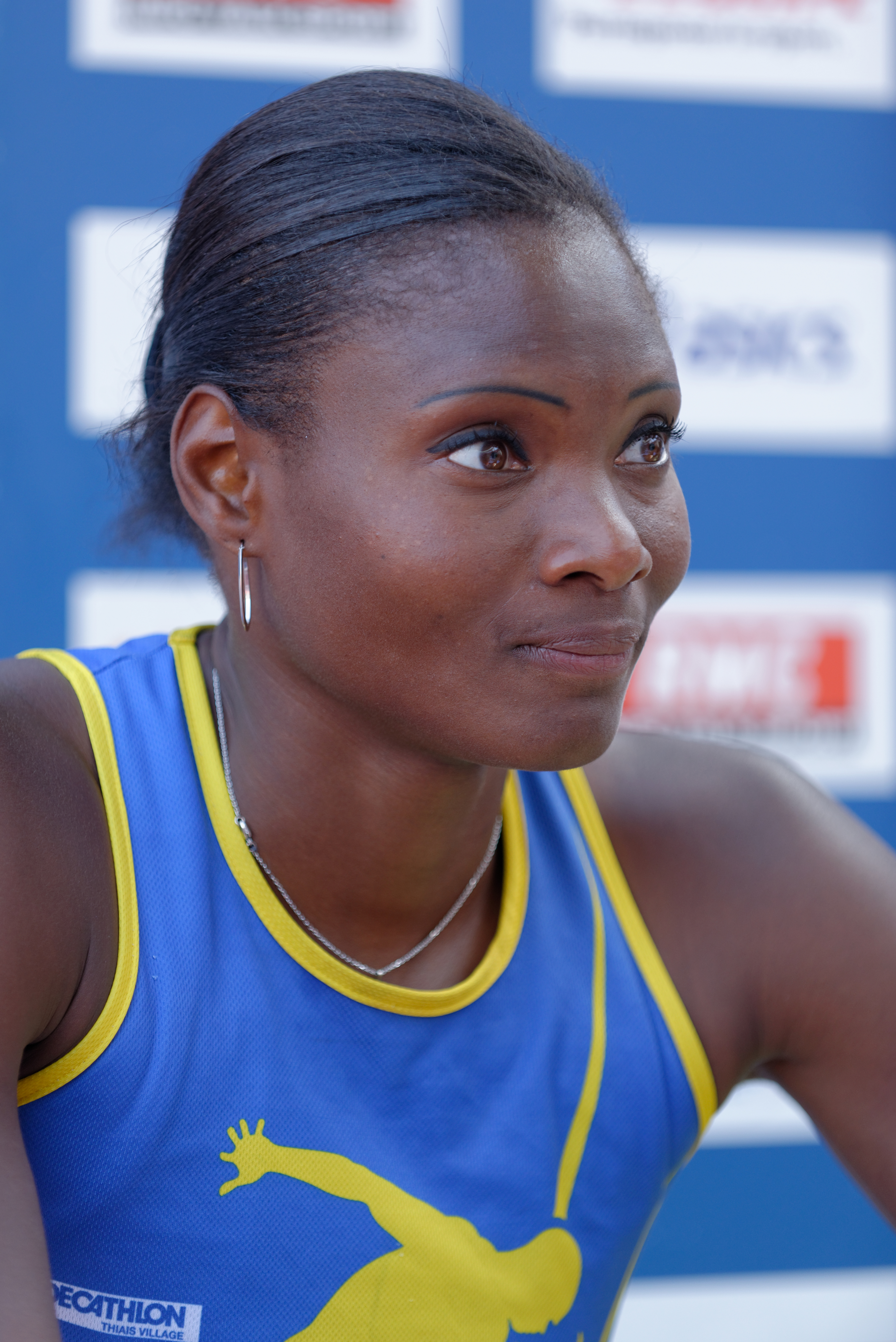
Nach ihrem Wechsel auf die längere Sprintdistanz wurde Muriel Hurtis in diesem Finale Achte

## Videolink
- Moa Hjelmer Wins 400m in European Championships 20121500m Women Final European Athletics Championships Helsinki 2012 MIR-LA.com, youtube.com, abgerufen am 1. März 2023